# Karlo VI., car Svetog Rimskog Carstva
Karlo VI. (Beč, 1. listopada 1685. – Beč, 20. listopada 1740.), rimsko-njemački car (1711. – 1740.), ugarsko-hrvatski (Karlo III.) i češki kralj (Karlo II.). Zadnji je muški potomak iz dinastije Habsburg, zbog čega je Pragmatičnom sankcijom nastojao osigurati prijestolje kćeri Mariji Tereziji.

## Životopis
Rodio se kao drugorođeni sin rimsko-njemačkog cara Leopold I. i Tereze Sobieske zbog čega je bio predodređen za nasljedstvo španjolske krune, dok je njegov stariji brat Josip I. naslijedio oca na carskom i kraljevskom prijestolju. U ratu za španjolsku baštinu Karlo na čelu austrijskih trupa ulazi u Madrid gdje je 1705. godine okrunjen za kralja Aragona i Kastilje. Zbog iznenadne smrti brata, Josipa I., koji nije ostavio muških potomaka, morao se odreći krune Kastilje i Aragona i preuzeti krunu Svetog Rimskog Carstva i Ugarske. Mirom u Utrechtu 1713. godine, završio je Rat za španjolsku baštinu, kojim se Karlo odrekao španjolskog prijestolja, ali je mirom u Rastattu (1714.) uspio steći španjolske posjede (Milano, Napulj, Siciliju, Sardiniju, španjolsku Nizozemsku). Unatoč postignutom uspjehu, uskoro je izgubio svu ostvarenu dobit. Siciliju i Napuljsko Kraljevstvo ustupio je napuljskom kralju Karlu VII. (španj. Karlo III.), dok je kralj Savoje Viktor Amadej II. dobio Sardiniju (1720.).
U trenutku stjecanja carske krune bio je jedini muški odvjetak habsburške loze, zbog čega se nametalo pitanje nasljedstva u slučaju da ne bi za života ostavio muške potomke. Stjecanjem okolnosti, time se pružila prilika Hrvatskom saboru da se samstalno uključi u dinastičku politiku i da nastupi nezavisno od Ugarske. Sabor je donio Pragmatičnu sankciju 1713. godine, na osnovu koje je omogućio Karlovoj kćeri Mariji Tereziji da ga naslijedi u habsburškim nasljednim zemljama. 
Godine 1716. započeo je rat protiv Osmanskog Carstva, kako bi pomogao saveznici Veneciji, koju su Osmanlije napale u Grčkoj i Dalmaciji. Carska je vojska pod zapovjedništvom Eugena Savojskog postigla niz vojnih uspjeha kod Petrovaradina i Beograda, a Mlečani u Dalmaciji, nakon čega su Osmanlije bile prisiljene zatražiti mir, koji je sklopljen u Požarevcu 1718. godine. Tim mirom Austrija je proširila svoje posjede na sjevernu Bosnu, Srbiju, ostatak Srijema, Banat s Temišvarem i Vlaškom do Alute. Istodobno s vojnim uspjesima, Karlo je ostvario i uspjeh na diplomatskom polju. Do 1721. godine sve su nasljedne zemlje prihvatile zakon o nasljedstvu, a 1722. godine to je učinila i Ugarska, uvjetujući svoj pristanak nedjeljivošću Hrvatske od Ugarske.
Karlo je 1734. godine bio uvučen u rat za poljsku baštinu, zbog čega je reorganizirao Vojnu krajinu i ustrojio je kao zasebnu zemlju, unatoč protivljenjima Hrvatskog sabora. Budući da se u to vrijeme već znalo kako će suprug Marije Terezije biti lotarinški vojvoda Franjo Stjepan, Francuska se uključila u rat za poljsku baštinu, kako bi spriječila ujedinjenje Austrije s Lotaringijom. Sukob je okončan 1735. godine tako što je Francuska dobila Lotaringiju, Franjo Stjepan je za odštetu dobio Toskanu, a Austrija je u zamjenu za izgubljenu Siciliju i jug Italije dobila talijanska vojvodstva Parmu i Piacenzu.
Udajom Marije Terezije za Franju Stjepana 1736. utemeljena je dinastija Habsburg-Lothringen. Sljedeće godine započeo je novi rat između Habsburške Monarhije i Osmanskog Carstva koji je završio mirom u Beogradu 1739. godine, po kojem je Austrija bila prisiljena vratiti Turcima sve ono što je bila zauzela u prethodnom ratu. Sve to nije bilo dovoljno, tako da je njegovom smrću 20. listopada 1740. počeo Rat za austrijsku baštinu. 
Novi njemačko-rimski car nakratko je postao Karlo VII. Albert (1742. – 1745.).

## Vanjske poveznice
- Karlo VI. Hrvatska enciklopedija, pristupljeno 17. veljače 2016.

| Prethodnik:              | Hrvatsko-ugarski kralj (1711. – 1740.) | Nasljednik:                     |
| Josip I. (1705. – 1711.) | Hrvatsko-ugarski kralj (1711. – 1740.) | Marija Terezija (1717. – 1780.) |

| Prethodnik:              | Rimsko-njemački car (1711. – 1740.) | Nasljednik:                       |
| Josip I. (1705. – 1711.) | Rimsko-njemački car (1711. – 1740.) | Karlo VII. Albert (1740. – 1745.) |